# 제17 포로수용소
《제17 포로수용소》(영어: Stalag 17)은 1957년에 개봉한 미국의 영화이다.

## 줄거리
독일의 포로수용소인 제17 포로수용소에 있는 한 구역에는 630명의 미국인 항공 승무원(모두 병장 계급)이 수감되어 있으며, 수용소장 Oberst 폰 셰르바흐가 감독한다.
1944년 12월, 지정된 막사 대장인 "호피" 호프만과 보안 담당관 프랭크 프라이스가 이끄는 막사 4의 병사들은 동료 항공 승무원 맨프레디와 존슨의 탈출을 준비한다. 두 사람은 탈출 시도 중 총에 맞아 사망하고, 병사들은 그들이 정보제공자에게 배신당했다고 믿는다. 의심은 다양한 사치를 위해 독일군 경비병과 공개적으로 물물교환하는 사업가적인 냉소주의자 J. J. 세포톤에게 쏠린다. 그는 또한 도박을 위한 쥐 경주 조직, 술을 빚기 위한 즉석 증류소, 이웃 구역의 러시아 여인들을 염탐하기 위한 임시 망원경 등 수용소 생활의 단조로움을 분산시키는 수익성 있는 사업을 벌인다. 이야기를 서술하는 클라렌스 "쿠키" 쿡은 세포톤의 순진하고 충성스러운 조수 역할을 한다.
막사 4의 병사들은 제정신을 유지하기 위해 최선을 다하는데, 여기에는 막사의 광대 "애니멀" 쿠자와와 해리 샤피로의 익살스러운 행동을 견디고, 밀수한 라디오로 전쟁 소식을 듣는 것이 포함된다. 그들의 쾌활한 경비병인 Feldwebel 슐츠는 체스판에 있는 속이 빈 검은 여왕에게서 숨겨진 메시지를 은밀히 꺼내고, 늘어진 전구의 고리 모양 코드를 곧게 펴서 자신과 정보제공자 사이의 신호로 사용한다. 크리스마스 직전, 최근에 잡힌 던바 중위는 장교 수용소로 보내지기 전까지 막사 4에 배정된다. 던바와 동행한 바그라디안 병장은 던바가 운송 중에 시한폭탄을 설치하여 탄약 열차를 폭파시켰다고 밝힌다. 세포톤은 장교 학교에서 던바를 알아보고, 그가 부유한 가족 덕분에 합격했다고 믿으며 그들 사이에 긴장감을 조성한다.
슐츠는 제네바 협약의 조사관이 도착할 것이라고 발표하고, 세포톤은 러시아 여인들과 하루를 보내게 해달라고 경비병들에게 뇌물을 준다. 라디오는 나중에 슐츠에게 압수된다. 세포톤이 라디오를 알려준 대가로 보상을 받았다고 결론 내린 병사들은 그가 돌아왔을 때 그와 대치하지만, 세포톤은 자신이 책임이 아니라고 부인한다. 폰 셰르바흐가 개입하여 던바를 사보타주범으로 체포하고, 병사들은 다시 세포톤을 비난하며 잔인하게 구타한다.
다음 날, 제네바에서 온 조사관은 적십자 소포를 가지고 도착하는데, 여기에는 수감자들이 발연통을 만드는 데 사용하는 2,000개의 탁구공이 포함되어 있다. 조사관은 던바의 이송 소식을 듣고, 폰 셰르바흐에게 증거 없이는 던바를 유죄로 만들 수 없으며, 그렇게 하면 전쟁범죄 재판이 있을 것이라고 경고한다. 폰 셰르바흐는 슐츠에게 정보제공자에게 전달할 검은 여왕을 건넨다. 크리스마스 이브 축제 중에 프라이스는 몰래 검은 여왕을 바꿔치기하고, 숨겨진 메시지를 읽은 다음 신호를 다시 설정한다. 구타에서 회복 중인 세포톤은 나중에 신호를 알아차리고 의심을 품는다. 프라이스는 바그라디안에게 던바의 시한폭탄 제조법인 성냥갑에 끼워진 불 붙은 담배를 알려달라고 한다. 그날 밤, 공습 사이렌이 울려 병사들은 대피한다. 세포톤은 숨어서 프라이스가 슐츠에게 독일어로 말하고 던바에 대한 증거로 시한폭탄을 시연하는 것을 목격한다.
크리스마스 날, 슈츠슈타펠이 던바를 베를린으로 데려가기 위해 도착한다. 호피가 프라이스에게 세포톤(아직 정보제공자로 믿어진다)을 감시하게 하는 동안, 그는 병사들을 모아 던바를 구출한다. 폭동과 점화된 발연통이 경비병들의 주의를 분산시키고, 던바는 밤이 될 때까지 변소의 급수탑에 숨겨진다. 폰 셰르바흐가 수용소를 파괴하겠다고 위협하자, 막사 4의 병사들은 그들 중 한 명이 던바의 탈출을 도와야 한다고 결정한다. 프라이스가 자원하고, 세포톤은 마침내 그를 독일 스파이라고 비난한다. 세포톤은 프라이스를 심문하고 그가 사용한 메시징 시스템을 밝힌다. 병사들은 설득되고 프라이스는 도망치려 하지만, 그는 빠르게 제지된다.
관대한 보상을 기대하며 세포톤은 던바를 구출하기로 결정한다. 그는 중위를 데리고 나오고, 수감자들은 프라이스의 다리에 캔을 묶어 막사 밖으로 던진다. 프라이스는 모든 감시탑의 탐조등을 끌어들이고 총에 맞아 쓰러진다. 세포톤과 던바는 혼돈 속에서 탈출한다. 수감자들은 침상으로 돌아가고, 쿠키는 "When Johnny Comes Marching Home"을 휘파람 분다.

## 한국판 성우진(KBS)
- 홍시호 - 세프턴(윌리엄 홀든)
- 이규석 - 프라이스(피터 그레이브스)
- 김일 - 쿠키(질 스트래튼)
- 김정호 - 호피(리차드 어드먼)
- 임성표 - 스토쉬(로버트 스트라우스)
- 윤세웅 - 해리(하비 렘벡)
- 김환진 - 던바(돈 테일러)
- 김영진 - 듀크(네빌 브랜드) / 제네바 협정 협상자
- 이장원 - 슐츠(지그 루먼)
- 유민석 - 세르바하(오토 프리밍거)
- 류다무현 - 맨프레디(마이클 무어) / 독일 군인
- 최정호 - 럼디(로버트 사로리)
- 김대중 - 존슨(피터 볼드윈) / 베그디언(제이 로렌스)